# Tânia Regina dos Santos Silva
Tânia Regina dos Santos Silva  ( n. 1968 ) es una botánica, y profesora brasileña.
Es investigadora principal del CNPQ, y en el Herbario del Departamento de Ciencias Biológicas, Universidad Estadual de Feira de Santana, Bahía. Ha trabajado activamente en la lista oficial de la flora amenazada de Brasil.

## Algunas publicaciones

### Libros
- mireya d. Correa a., tânia r. dos santos Silva. 2005. Drosera (Droseraceae). Flora Neotropica Monograph 96. Ed. ilustrada de	Organization for Flora Neotropica, en castellano, 65 pp. ISBN 0893274631

- stefanie m. Ickert-Bond, mireya d. Correa, tânia r. dos santos Silva, rodrigo d. de Stefano, duncan m. Porter. 2005. 20. Ephedraceae. Flora of Ecuador 75. Ed. Botanical Institute, Göteborg Univ. 32 pp. ISBN 9188896501

- tânia r. dos santos Silva. 1999. Redelimitação e revisão taxonômica do gênero Lantana L. (Verbenaceae) no Brasil. 176 pp.

- ----------------------------------. 1995. Coleção Rizzo: Droseraceae. Vol. 18 y 260 de Publicação, Universidade Federal de Goiás Goiânia. Ed. da UFG, 16 pp. ISBN 8585003316

- ----------------------------------. 1995. Flora dos Estados de Goiás e Tocantins: 'Droseraceae'. Vol. 18 de Coleção Rizzo y Flora dos Estados de Goiás e Tocantins. Vol. 260 de Publicação Univ. Federal de Goiás. Ed. da Univ. Federal de Goiás, 16 pp. ISBN 8572740554

- La abreviatura «T.R.S.Silva» se emplea para indicar a Tânia Regina dos Santos Silva como autoridad en la descripción y clasificación científica de los vegetales.[3]